# Revinge församling
Revinge församling var en församling i Lunds stift och i Lunds kommun. Församlingen uppgick 2006 i Södra Sandby församling.

## Administrativ historik
Församlingen har medeltida ursprung. 
Församlingen var till 1940 annexförsamling i pastoratet Silvåkra och Revinge. Från 1940 till 1962 annexförsamling i pastoratet Harlösa, Hammarlunda, Silvåkra och Revinge. Från 1962 till 2006 annexförsamling i pastoratet (Södra) Sandby församling, Hardeberga och Revinge. Församlingen uppgick 2006 i Södra Sandby församling.

## Kyrkor
- Revinge kyrka